# قتل فرخنده ملک‌زاده
فرخنده ملکزاده، که معمولاً در رسانه‌ها فرخنده نامیده می‌شود. زنی ۲۷ ساله بود که در تاریخ ۲۸ حوت ۱۳۹۳ (۱۹ مارس ۲۰۱۵) توسط صدها تن از مردان خشمگین، در کابل پایتخت افغانستان، علناً مورد لینچ قرار گرفت. جمعیت زیادی در خیابانهای اطراف او ادعا کردند که او قرآن را سوزانده‌است و به همین دلیل، متهمان وی اعلام کردند که باید فوراً «او را به دوزخ بفرستند».
فرخنده پس از مشاجره با آخوندی که او را به دروغ به سوزاندن قرآن متهم کرده بود، به طرز وحشیانه‌ای در اطراف مسجد شاه دوشمشیره مورد ضرب و شتم قرار گرفت و کشته شد، سپس جسدش در بستر خشک دریای کابل سوزانده شد. تحقیقات بعدی پلیس نشان داد که وی چنین کاری نکرده بود.
قتل وی منجر به دستگیری ۴۹ نفر شد. سه مرد بیست سال حبس تعزیری، هشت مرد دیگر ۱۶ سال حبس، یک خردسال ده سال حبس و یازده افسر پلیس به دلیل عدم حمایت از وی یک سال حبس تعزیری دریافت کردند. قتل وی و اعتراضات بعدی باعث جلب توجه به حقوق زنان در افغانستان شد.
انتشار فیلم‌های کوتاهی از لحظات حمله به وی که بیشتر با تلفن همراه گرفته شده‌ است، بازتاب‌های فراوانی در رسانه‌های جهان به‌دنبال داشت. در پی قتل این دختر اعتراضات زیادی در فضای مجازی افغانستان شکل گرفت. فرخنده سه روز بعد در حالی که تعدادی از زنان تابوت او را بر دوش داشتند به خاک سپرده شد. بنای یادبود وی با پشتیبانی حزب همبستگی افغانستان در کابل ساخته شده‌ است.
در کابل، هرات، بلخ و چند شهر بزرگ افغانستان، معترضین با برپایی تجمعات اعتراضی و راه‌پیمایی خواستار مجازات عاملان قتل او شدند. فرخنده در داخل و خارج از افغانستان، به‌عنوان نماد مظلومیت زنان افغان شناخته شد و هشتگ «من فرخنده هستم» در فیس‌بوک و سایر شبکه‌های اجتماعی به عنوان شعار اعتراضی مردم بارها منتشر شد.

## پیش‌زمینه
مانند بسیاری در افغانستان، فرخنده یک مسلمان ناظر بود که حجاب به سر داشت. در زمان حمله، او یک مدرک علوم اسلام‌شناسی را به پایان رسانده بود و خود را برای تصدی پست آموزشی آماده می‌کرد.

### حمله
فرخنده که به عنوان یک معلم مذهبی کار می‌کرد، کمی پیش از این حادثه با آخوندی به‌نام زین‌الدین که در مقابل مسجد شاه دوشمشیره، تعویذ می‌فروخت، به بحث و جدال در مورد فروش این اشیا پرداخت. طبق این گزارش، زین‌الدین وی را به سوزاندن قرآن متهم کرد. فرخنده پاسخ داد:
«من مسلمان هستم و مسلمانان قرآن را نمی‌سوزانند!»
صدها مرد رادیکال خشمگین با شنیدن اتهام آخوند به حرم هجوم آوردند. پلیس رسید و سعی کرد فرخنده را کمی دورتر از ساختمان محلی بکشاند، اما او نپذیرفت و خواستار یک افسر پلیس زن برای همراهی‌اش شد. اوباش توانستند فرخنده را به خیابان بکشند و در آنجا او را به زمین بیاندازند و شروع به ضرب و شتم و لگد کردن او کردند. نیروهای پلیس بیشتری وارد شدند و با شلیک گلوله‌های هشداردهنده در هوا جمعیت را موقتاً متفرق کردند. آنها برای تلاش برای محافظت از فرخنده، او را به داخل مسجد منتقل کردند. هم‌زمان با افزایش جمعیت و شایعاتی مبنی بر اینکه وی با آمریکایی‌ها کار می‌کند، جمعیت سعی در حمله به مسجد کردند. پلیس در تلاش برای نجات او از میان جمعیت، او را بر روی سقف ساختمان بالا برد، اما ناگهان فرخنده لیز خورد و به میان جمعیت افتاد.
اوباش، فرخنده را به خیابان کشاندند و وحشیانه او را لت و کوب کردند. سپس او را با چوب و سنگ در خارج از مسجد خونین کرده و پیکر او را در جاده قرار دادند و با اتومبیل از رویش رد شدند و بدن او را تقریباً ۱۰۰ متر کشیدند. پلیس هیچ مقاومتی نکرد و ترافیک را به اطراف صحنه هدایت کرد. جمعیت پس از آن جسد او را به ساحل مجاور رودخانه کابل کشاند و به نوبت او را سنگسار کرده و به آتش کشیدند. بدن او در خون غوطه‌ور شده بود و نمی‌سوخت، بنابراین جمعیت لباس‌های خود را برای شعله‌ور کردن و حفظ آتش از بدن‌شان کشیدند. جمعیت در حین لینچ تکبیر را فریاد زدند. والدین فرخنده گفتند که قتل وی توسط آخوندی که فرخنده با او صحبت کرده بود، تحریک شده‌ است. به گزارش طلوع نیوز، آخوند زین‌الدین با صدای بلند فرخنده را متهم به سوزاندن قرآن کرد تا «زندگی و شغل خود را به عنوان تعویذفروش حفظ کند». یک شاهد عینی گفت که اوباش هنگام ضرب و شتم فرخنده شعارهای ضد آمریکایی و ضد دموکراتیک می‌دادند. در ویدیوهای منتشر شده، اوباش او را به همکاری با آمریکایی‌ها و کارمندی در سفارت فرانسه متهم کردند.

### کشف ابعاد ماجرا
پلیس کابل با گذشت سه روز از حادثه‌ای که منجر به قتل فرخنده شد، نتایج تحقیقات و بررسی‌های ابتدایی‌اش را منتشر کرد. وزیر داخلهٔ افغانستان نورالحق علومی اعلام کرد که هیچ اثری از آتش زدن قرآن در محل حادثه پیدا نشده، بلکه ادعای دروغین یک ملای «تعویذنویس»، منجر به احساساتی شدن مردمی شده‌ است که در پیرامون مسجد شاه دو شمشیره حضور داشتند.
وزیر داخلهٔ افغانستان اعلان کرد که فرخنده قرآن را نسوزانده بوده، اما در صورت سوزاندن نیز باید توسط پلیس دستگیر و به‌وسیله‌ی مراجع قانونی مجازات می‌شد نه توسط مردم. وزارت حج افغانستان نیز تأکید کرد که فرخنده مرتکب هیچ جرمی نشده‌ است.
رسانه‌ها به نقل از منابع رسمی مختلف اعلام کردند که فرخنده در آن روز به یک ملای تعویذنویس گوشزد کرده بود که عمل تعویذنویسی مغایر آموزه‌های دینی در اسلام است، پس از آن این تعویذنویس برآشفته شده و پس از یک درگیری لفظی کوتاه با فرخنده به او اتهام می‌زند که وی قرآن را آتش زده و مردم خشمگین نیز او را به قتل می‌رسانند. اگر تحقیقات پلیس در این زمینه به تأیید نهایی برسد فرخنده شهید مظلوم امر به معروف و نهی از منکر یا همان آزادی بیان و نقد به یک «دعانویس» گردیده‌است. همچنین خانواده و دوستان فرخنده اعلام کردند که او حافظ قرآن و دانشجوی رشتهٔ شرعیات دانشگاه کابل بوده‌ است.

## واکنش‌ها

### واکنش عمومی در افغانستان
تعدادی از مقامات برجستهٔ دولتی بلافاصله پس از انتشار این خبر پست‌هایی در فیس‌بوک برای تأیید قتل فرخنده نوشتند. حشمت استانکزی، سخنگوی پلیس کابل نوشت: «فرخنده، مانند چندین کافر دیگر، فکر می‌کرد که این نوع اقدام و توهین به آن‌ها شهروندی ایالات متحده یا اروپا را خواهد داد. اما آنها قبل از رسیدن به این هدف، زندگی خودشان را از دست می‌دهند».
پس از آنکه مشخص شد که او قرآن را نسوزانده، واکنش عمومی در افغانستان تبدیل به شوک و خشم شد. در ۲۳ مارس صدها نفر از معترضان در خیابان‌های کابل علیه مرگ بی‌رحمانه‌ی او اعتراض کردند. معترضان از جایی که حمله شروع شد تا جایی که فرخنده در رودخانه پرتاب شد راهپیمایی کردند. تعدادی از زنان ماسک صورت خونین فرخنده را پوشیدند و بسیاری دولت را برای عدم آوردن امنیت به افغانستان محکوم کردند. شکریه بارکزی عضو پارلمان نمایندگی ولایت کابل و فعال حقوق زنان به الجزیرهگفت که قتل او باعث شد که ولایت کابل و دیگر ولایات کشور در مورد حقوق زنان فکر کنند. او گفت: «این یک مسئله مرد یا زن نیست، این یک مسئله انسانی است و ما تا زمانی که قاتلان به عدالت نرسند، متوقف نخواهیم شد». روشن سیرن عضو سابق مجلس گفت که این قتل برجستگی خشونت علیه زنان در کشور را نشان می‌دهد و تبدیل به یک نقطه وحدت برای نسل جوان از زنان برای کمپین «حمایت و پیشرفت زنان» شده‌ است.
پدر فرخنده شکایت کرده که پلیس به اندازه‌ی کافی تلاش برای نجات فرخنده انجام نداده‌ است.

### اعتراضات مردمی
پس از وقوع این حادثه اعتراضات بسیاری توسط مردم در شبکه‌های اجتماعی انجام شد. صفحهٔ فیسبوک محمد ایاز نیازی روحانی‌ای که در خطبه‌های نماز جمعهٔ کابل به باور برخی موضع سهل‌انگارانه‌ای دربارهٔ کشته شدن فرخنده داشت مورد هجوم و سیل کامنت‌های مخالفان قرار گرفت. او بعد از مشخص شدن قضیه به خانهٔ فرخنده رفت و در جنازه‌اش اشتراک کرد؛ همچنین خانوادهٔ فرخنده در ویدیویی اعلام کردند که فرخنده شاگرد و دوستدار نیازی بوده و «توهین به نیازی توهین به خانواده و فرخندهٔ شهید می‌باشد». در روز خاکسپاری فرخنده مراسم خاکسپاری نمادینی در شهر هرات انجام گرفت. فردای روز خاکسپاری اهالی کابل با فراخوان «حزب همبستگی افغانستان» در کنار مسجد شاه دوشمشیره راهپیمایی کردند و این جاده با تلاش آن‌ها جادهٔ شهید فرخنده نام گرفت. اشتراک‌کنندگان در جایی که فرخنده به آتش کشیده شده بود نهالی را کاشتند و آن را «نهال فرخنده» نامیدند. این حزب در شهر جلال‌آباد نیز برای دادخواهی فرخنده گردهمایی‌ای داشتند. فعالان جامعهٔ مدنی و شهروندان بیشتر شهرهای افغانستان نیز تجمعات اعتراضی برگزار کردند. دامنهٔ اعتراضات گسترده بود و اکثر شهرهای جهان شاهد گردهمایی‌های اعتراضی بودند.